# Aphex Twin
Aphex Twin, pseudonimo di Richard David James (Limerick, 18 agosto 1971), è un musicista e disc jockey britannico.
Nel corso della sua carriera ha adottato innumerevoli altri pseudonimi come AFX, Blue Calx, Bradley Strider, Brian Tregaskin, Caustic Window, Gak, Karen Tregaskin, Martin Tressider, Phonic Boy on Dope, Polygon Window, Power-Pill, Q-Chastic, Rutchkfard Games, Smojphace, Soit - P.P., The Dice Man, The Tuss, user18081971 e user48736353001.
È stato definito come una delle figure più inventive e influenti della musica contemporanea.
Artista poliedrico, si è distinto per la vastità quasi senza paragoni delle sue sperimentazioni elettroniche, legate a generi molteplici e spesso distanti tra loro, quali Intelligent Dance Music, techno, Trance music, drum and bass ed acid house, capace anche di spaziare nella musica classica, nell'ambient e nella noise music.
È stato negli anni '90 un riferimento fondamentale per lo sviluppo della musica ambient techno.

## Biografia
Nato a Limerick, in Irlanda, da genitori gallesi, cresce a Lanner, in Cornovaglia con i genitori e le sue due sorelle maggiori.
Comincia a produrre musica a 12 anni, e pochi anni dopo suona come disc jockey in diversi locali della Cornovaglia. Il suo primo disco è il singolo Analogue Bubblebath, pubblicato sotto lo pseudonimo Aphex Twin, successivamente cambiato in AFX.
Il nome Aphex Twin deriva dalla Aphex Systems Limited, azienda di processori di segnali audio, a sua volta derivato dall'unione di "A" e "FX", ovvero "Analogue Effects", e dalla parola Twin, in inglese "gemello", in memoria del fratello di James, Richard, deceduto alla nascita.
Nel 1991 fonda, insieme con Grant Wilson-Claridge, l'etichetta Rephlex per «promuovere l'innovazione dell'acid, un genere di house molto amato e spesso frainteso, allo stesso tempo dimenticato da alcuni e sconosciuto ad altri, soprattutto in Gran Bretagna».
Tra il 1991 e il 1993 pubblica, sotto lo pseudonimo AFX, i tre EP Analogue Bubblebath 1, 2 e 3. Con lo pseudonimo Bradley Strider pubblica invece un LP ed un singolo (rispettivamente Bradley's Beat e Bradley's Robot) e con quello di Caustic Window una serie di EP in vinile (Joyrex J4, Joyrex J5, Joyrex J9 e CAT023).
Sotto il nome Aphex Twin pubblica invece Xylem Tube e Digeridoo. Queste prime uscite vennero pubblicate con le etichette Rephlex, Mighty Force e R&S. Nel 1992 esce il suo primo album a nome Aphex Twin Selected Ambient Works 85-92, considerato la pietra miliare del genere ambient techno.
Agli inizi della sua carriera, James si trasferisce a Londra per frequentare un corso di elettronica al politecnico di Kingston, ma presto abbandonerà gli studi per pubblicare molti altri album ed EP per la Warp Records e altre etichette con svariati pseudonimi. Nello stesso periodo incide il celebre Selected Ambient Works Volume II (1994), che la rivista Pitchfork considera il secondo migliore album ambient mai realizzato dopo Music for Airports di Brian Eno.
A metà degli anni novanta, principalmente con l'album Hangable Auto Bulb, comincia ad avvicinarsi a suoni drum and bass spesso combinati con temi infantili e pattern acid generati al computer. Il prematuro uso di sintetizzatori software di Aphex Twin anticipa la successiva popolarità del computer come strumento musicale. Ha guadagnato in popolarità nel 1996, anno della pubblicazione di Richard D. James Album e dei singoli Come to Daddy e Windowlicker, accompagnati da videoclip girati dal regista Chris Cunningham, trasmessi su canali musicali come MTV e in copertina sulle riviste musicali come NME.
Dopo l'uscita di Drukqs, pubblica diversi brani con lo pseudonimo AFX e, nel 2006, ne raccoglie una parte nella compilation Chosen Lords. Nel settembre 2011, in Polonia, Richard dirige in remoto un'orchestra di 48 elementi e un coro di 24 persone grazie all'uso di un controller midi, un PC e di schermi per i musicisti..
Il 17 giugno 2014, viene condiviso in streaming su YouTube Caustic Window LP, un lost album pubblicato in quattro o cinque copie al mondo nel 1994 e mai reso pubblico. La pubblicazione dello streaming segue un'apposita campagna Kickstarter volta a trasferire l'audio del vinile originale, messo in vendita da un misterioso venditore ad aprile, e consegnarlo digitalmente ai sottoscrittori.
Il 18 agosto 2014, tramite un post sul proprio account Twitter, nel giorno del suo 43º compleanno, James conferma alcuni indizi disseminati ad arte nei mesi precedenti (i mini dirigibili lanciati nei cieli di Londra e New York, gli stencils apparsi sulle strade di Manhattan e probabilmente le campagne legate a Caustic Window LP e Melodies From Mars) l'indirizzo - ora non più attivo - porta, via deep web, a un titolo, una tracklist di dodici pezzi, una copertina e una data di uscita di quello che avrebbe dovuto essere l'atteso ritorno discografico di Aphex Twin. Il 4 settembre 2014 viene estratto il primo singolo, Minipops 67. L'album Syro esce poi il 22 settembre 2014.

## Stile musicale
Inventore della ambient techno e anche classificato come artista IDM, e drum and bass, Aphex Twin ha proposto un repertorio contemporaneamente aggressivo e melodico, talvolta facendo un largo uso di feedback e distorsioni. Fra le ispirazioni di James vi sono stili quali l'acid house, l'hard techno e l'ambient sperimentale nonché i suoi sogni lucidi. Inoltre, a partire da ...I Care Because You Do del 1995, ha introdotto campionamenti di archi: elemento che ha spesso caratterizzato la sua musica. Se il primo album Selected Ambient Works 85-92, considerato un manifesto della IDM, si ispira al breakbeat facendo un uso di ritmi rarefatti e linee melodiche per sintetizzatore, il seguente album omonimo si distingue dal resto della sua discografia per le sonorità marcatamente eteree e ambientali, mentre il celebre Richard D. James Album si muove in direzione della jungle, della drum and bass e della techno. Adottando l'alias AFX, l'artista si è cimentato nella house sperimentale e nella musica jungle, mentre con Caustic Window e Polygon Window ha realizzato rispettivamente hard techno e un ibrido di Chicago house e Detroit techno.

## Discografia

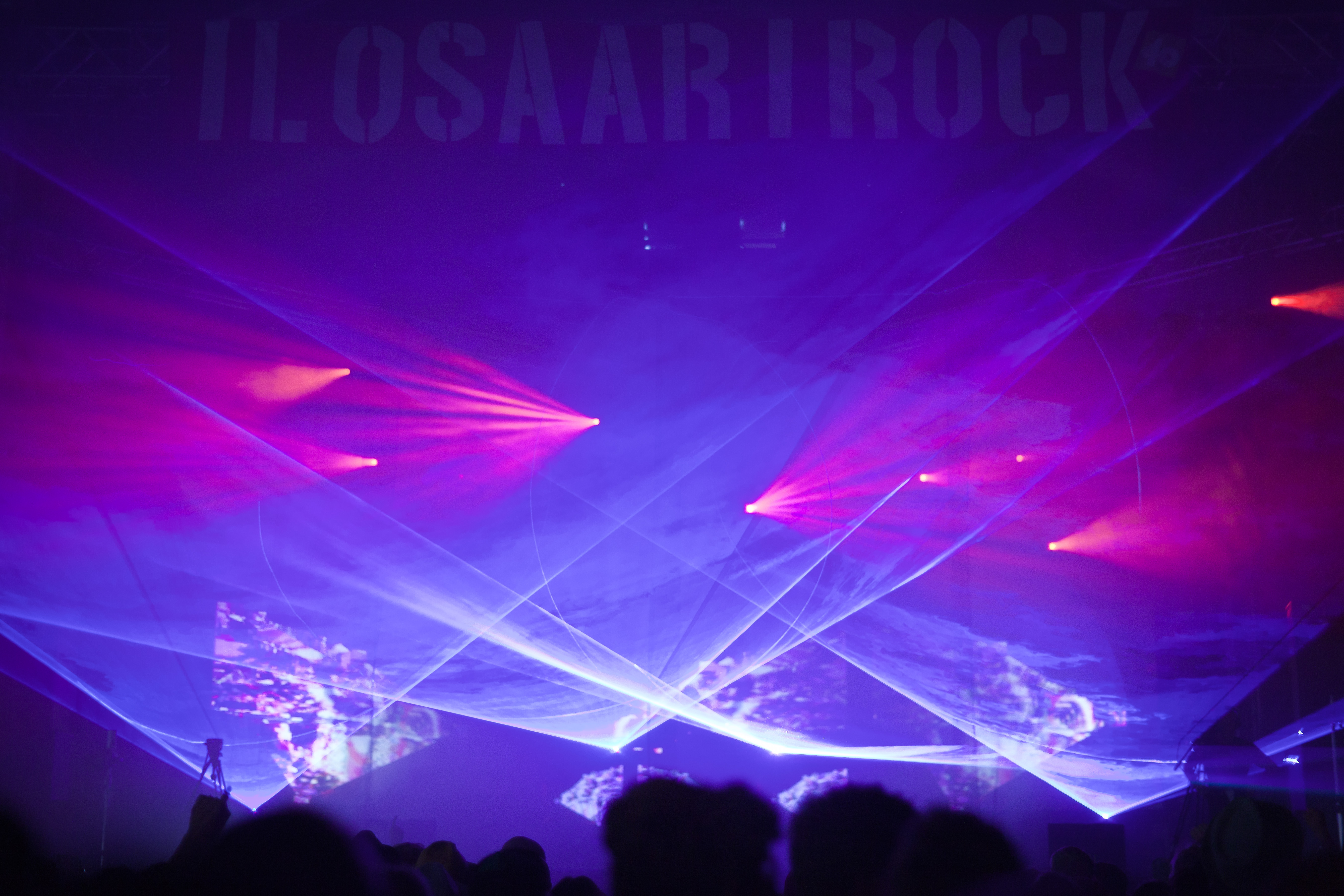
Concerto di Aphex Twin al Ilosaarirock del 2011

### Album in studio
- 1992 – Selected Ambient Works 85-92
- 1994 – Selected Ambient Works Volume II
- 1995 – ...I Care Because You Do
- 1996 – Richard D. James Album
- 2001 – Drukqs
- 2014 – Syro

### EP
- 1991 – Analogue Bubblebath
- 1991 – Analog Bubblebath Vol 2
- 1992 – Digeridoo
- 1992 – Xylem Tube
- 1992 – Analogue Bubblebath Vol 3
- 1993 – On
- 1994 – Analogue Bubblebath Vol 4
- 1995 – Ventolin
- 1995 – Donkey Rhubarb
- 1995 – Hangable Auto Bulb
- 1996 – Girl/Boy
- 1997 – Come to Daddy
- 1997 – Analogue Bubblebath 3.1
- 2003 – Smojphace EP
- 2004/2005 – Analord
- 2015 – Computer Controlled Acoustic Instruments Pt 2
- 2016 – Cheetah
- 2018 – Collapse
- 2019 – Peel Session 2
- 2023 – Blackbox Life Recorder 21f / In a Room7 F760

### Singoli
- 1999 – Windowlicker
- 2014 – Minipops 67 [120.2]
- 2015 – Marchromt30a Edit 2b 96
- 2017 – 3 Gerald Remix / 24 TSIM 2
- 2023 – Blackbox Life Recorder 21f
- 2024 – #19
- 2024 – Th1 [Evnslower]
- 2024 – #3 / Rhubarb Orc. 19.53 Rev

### Compilation
- 1995 – Classics
- 1996 – 51/13 Aphex Singles Collection
- 2006 – Chosen Lords
- 2024 – Music from the Merch Desk (2016-2023)

### Album di remix
- 2003 – 26 Mixes for Cash